# Danh sách địa điểm thi đấu ba môn phối hợp tại Thế vận hội

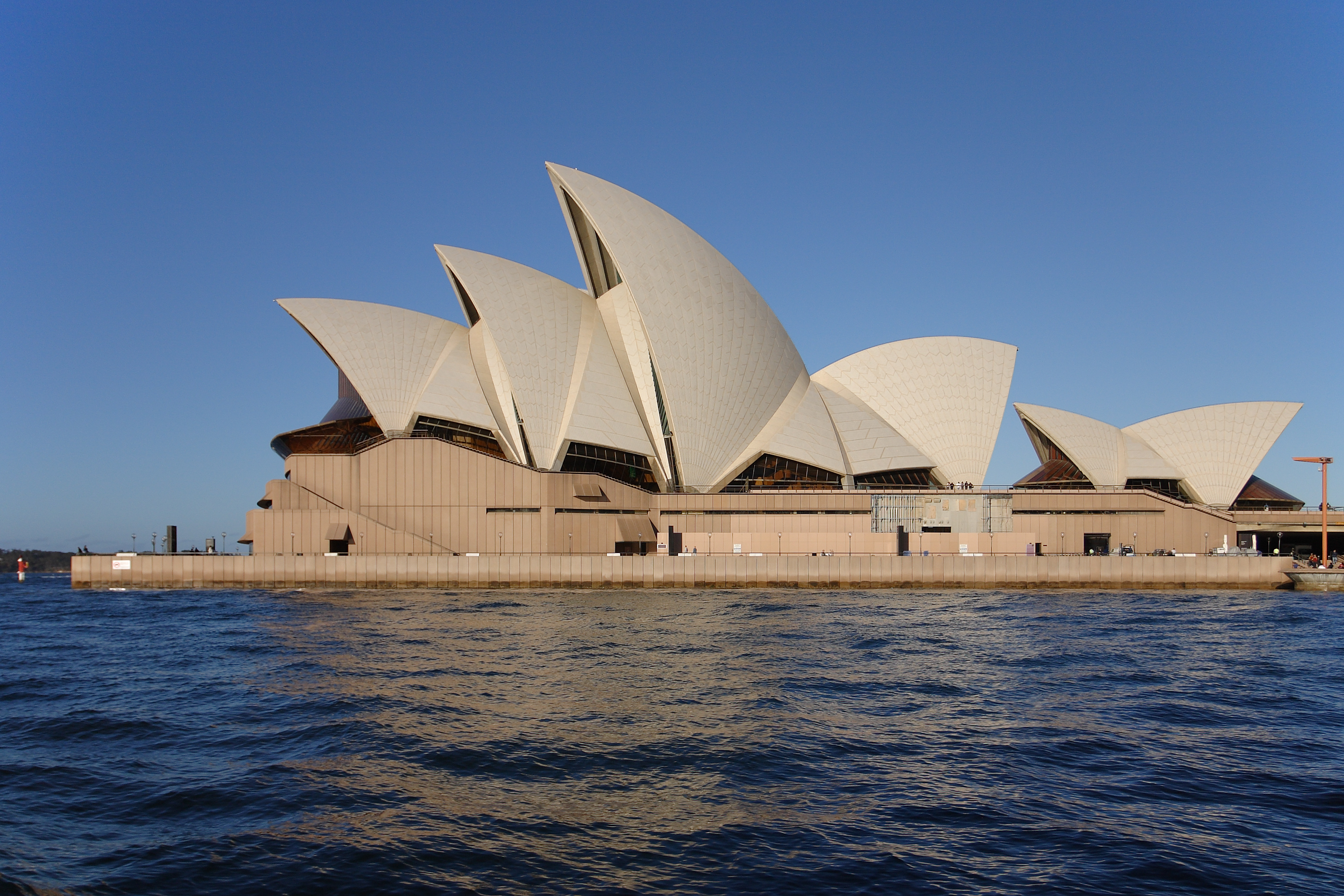
Nhà hát Opera Sydney là nơi đầu tiên tổ chức ba môn phối hợp tại Thế vận hội Mùa hè.

Kể từ khi được đưa vào thi đấu lần đầu tại Thế vận hội Mùa hè 2000, ba môn phối hợp đã diễn ra tại năm địa điểm Olympic.
| Thế vận hội         | Địa điểm                          | Môn thể thao Thế vận hội khác cùng được tổ chức tại địa điểm này | Sức chứa       | Tham khảo |
| ------------------- | --------------------------------- | ---------------------------------------------------------------- | -------------- | --------- |
| Sydney 2000         | Nhà hát Opera Sydney              | không                                                            | không thống kê | [ 1 ]     |
| Athens 2004         | Trung tâm Thế vận hội Vouliagmeni | Xe đạp (tính giờ cá nhân)                                        | không thống kê | [ 2 ]     |
| Bắc Kinh 2008       | Hồ chứa Thập Tam Lăng             | không                                                            | 10,000         | [ 3 ]     |
| Luân Đôn 2012       | Công viên Hyde                    | Bơi lội (marathon)                                               | 3,000          | [ 4 ]     |
| Rio de Janeiro 2016 | Pháo đài Copacabana               | Xe đạp (đường trường), Bơi lội (marathon)                        | 5,000          | [ 5 ]     |
| Tokyo 2020          | Công viên biển Odaiba             | Bơi lội (marathon)                                               | chưa xác nhận  |           |